# Norra Kyrketorps landskommun
Norra Kyrketorps landskommun var en tidigare kommun i dåvarande Skaraborgs län.

## Administrativ historik
Kommunen inrättades i Kyrketorps socken i Kåkinds härad i Västergötland när 1862 års kommunalförordningar trädde i kraft. Namnet var före 1 januari 1886 Kyrketorps landskommun (bytet beslutat 17 april 1885). 
Vid kommunreformen 1952 uppgick landskommunen i Skultorps landskommun som 1971 uppgick i Skövde kommun.

## Politik

### Mandatfördelning i Norra Kyrketorps landskommun 1938-1946
| 8 | 9 |

| 17 |

| 17 |

| 17 |

| 7 | 10 |

| 16 |